# Табарес, Оскар Вашингтон
О́скар Ва́шингтон Таба́рес Си́льва (исп. Óscar Wáshington Tabárez Silva; род. 3 марта 1947, Монтевидео) — уругвайский футболист и тренер. Известен своей тренерской деятельностю, среди его самых заметных успехов — победа с «Пеньяролем» в Кубке Либертадорес 1987 года, выигрыш чемпионата Аргентины в 1992 году с «Бокой Хуниорс», выход сборной Уругвая в полуфинал чемпионата мира 2010 года и выигрыш с ней же Кубка Америки 2011.
Лучший тренер Южной Америки 2010 и 2011 годов. В 2012 году награждён орденом ФИФА «За заслуги», наивысшей награды ФИФА, за весомый вклад в развитие футбола.

## Биография
Оскар Вашингтон Табарес родился в 1947 году в Монтевидео в многодетной семье. Его отец любил имена, начинавшиеся на букву W, и назвал своих сыновей Вашингтоном, Вальтером и Вильямсом (Washington, Walter, Williams). Табарес в качестве игрока выступал за «Суд Америку», «Спортиво Итальяно» (Монтевидео), «Уондерерс», «Феникс» и мексиканскую «Пуэблу». Завершил карьеру игрока в 1979 году в «Белья Висте». Ещё в бытность футболистом на протяжении длительного времени работал школьным учителем. С 1980 года начал тренерскую карьеру.
Среди команд, которые тренировал Табарес, числятся уругвайские «Пеньяроль», «Монтевидео Уондерерс», «Данубио», аргентинские «Бока Хуниорс» и «Велес Сарсфилд», итальянские «Милан» и «Кальяри» колумбийский «Депортиво Кали», а также сборная Уругвая.
Сборную Уругвая возглавлял дважды. В 1988—1990 годах руководимая им команда заняла второе место на Кубке Америки 1989 года, а также пробилась и приняла участие в чемпионате мира 1990. С 2006 года вновь тренирует «селесте». На Кубке Америки 2007 уругвайцы под руководством Табареса заняли 4-е место. Чемпионат мира 2010 года сборная Уругвая под руководством Оскара Табареса также завершила на 4-м месте.
По итогам 2010 года Оскар Табарес был признан лучшим тренером Южной Америки, также, как и в следующем году.
«Маэстро» Табарес возглавил молодёжную сборную Уругвая, преобразованную в Олимпийскую сборную, на Олимпийских играх в Лондоне в 2012 году.
Пост тренера сборной Уругвая покинул в 2021 году, проработав там всего на протяжении 15 лет.

### Болезнь
Согласно сообщениям прессы, в 2016 году у главного тренера сборной Уругвая Оскара Табареса был диагностирован синдром Гийена — Барре. В ходе проведения Кубка Америки-2016 Табарес вначале ходил с помощью костылей, а потом начал передвигаться на электрической инвалидной коляске.

## Достижения в качестве тренера

### Командные
«Пеньяроль»
- Обладатель Кубка Либертадорес: 1987

«Бока Хуниорс»
- Чемпион Аргентины: Апертура 1992
- Победитель Кубка обладателей Суперкубка Либертадорес: 1992

Сборная Уругвая
- Обладатель Кубка Америки: 2011
- Победитель Панамериканских игр: 1983

### Личные
- Лучший тренер Южной Америки (2): 2010, 2011
- Лучший тренер мира по версии IFFHS: 2011[8]
- Рекордсмен мира среди тренеров по числу матчей во главе одной сборной[9]